# Prasinocyma geminata
Prasinocyma geminata là một loài bướm đêm trong họ Geometridae.